# Bragi Boddason
Bragi Boddason, detto il Vecchio (norreno: inn gamli), (fl. XI secolo), è stato un poeta norvegese del X secolo che compose versi al servizio di diversi re di Svezia, in particolare Ragnarr Loðbrók, Eysteinn Beli e Björn at Haugi.

## Citazioni e opere
Bragi è il primo scaldo di cui si conosca il nome e di cui rimangano testimonianze scritte.
Viene citato dell'Edda in prosa (Skáldskaparmal) di Snorri Sturluson, il quale gli attribuisce il componimento Ragnarsdrápa in onore di Ragnarr Loðbrók. 
Tale poema sembra sia stato composto da Bragi per ringraziare il re per avergli donato uno scudo istoriato con immagini e miti raccontati proprio da Bragi stesso.
Nello Skáldskaparmal Snorri riporta una strofa di Bragi chiamata "Pesca di Thor", in cui parla del tentativo di Thor di catturare e uccidere il serpente Miðgarðsormr:
| Testo originale                                                                           | Traduzione. |
| ----------------------------------------------------------------------------------------- | --- |
| Þat erum sýnt, at snimma sonr Aldaföðrs vildi afls við úri þœfðan jarðar reist of freista | Presto io intesi ben chiaro di come il figlio di Aldafǫðr volesse in forza il «serpe attorno alla terra» batter, contorto d'acqua percosso. |

Di Bragi sono noti anche alcuni versi frammentari che parlano di: Gefjun e Gylfi; il gigante Thjazi; il cavallo Sleipnir. Inoltre comprendono un verso in cui Bragi si appella direttamente a Thor e due versi che celebrano i suoi patroni. Tutti questi componimenti sono dróttkvætt
Viene citato anche uno scambio di versi (tøglag) tra Bragi Boddason e una donna troll.